# Fleygastong

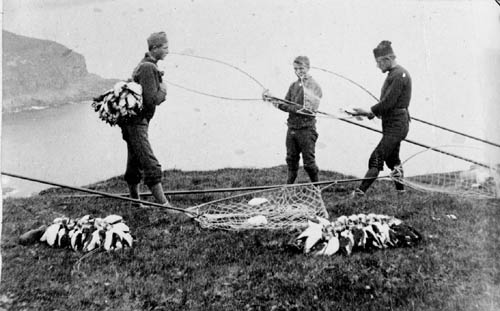
Fleygamenn mit ihren Fleygastengur nach erfolgreicher Jagd um 1898/99 bei Trongisvágur.

Fleygastong (Plural Fleygastengur) ist färöisch und bedeutet Vogelfangstange (von fleyga – Vögel in der Luft fangen) für den Vogelfang auf den Färöern.
Die Fleygastong ist eine Art Kescher. Die Stange ist etwa 3,5 Meter lang und besteht aus Bambus oder glasfaserverstärktem Kunststoff. Am oberen Ende sind zwei Arme festgebunden, die eine V-Form bilden. An ihnen hängt ein Netz. Am unteren Ende befindet sich ein Erdspieß, der dem Vogelfänger (fleygamaður) die Arbeit erleichtert.
Mit der Fleygastong werden in erster Linie Papageitaucher gefangen. Hierzu setzt sich der Vogelfänger in eine Nische an einem der vielen Vogelfelsen der Färöer. Diese Arbeit ist nicht ungefährlich, da diese Kliffs oft mehrere hundert Meter hoch sind. Mit einer Fleygastong können an einem Tag gut 100 Papageitaucher gefangen werden, es gibt aber auch persönliche Rekorde von über 1.000.